# Tung- och svalgnerv

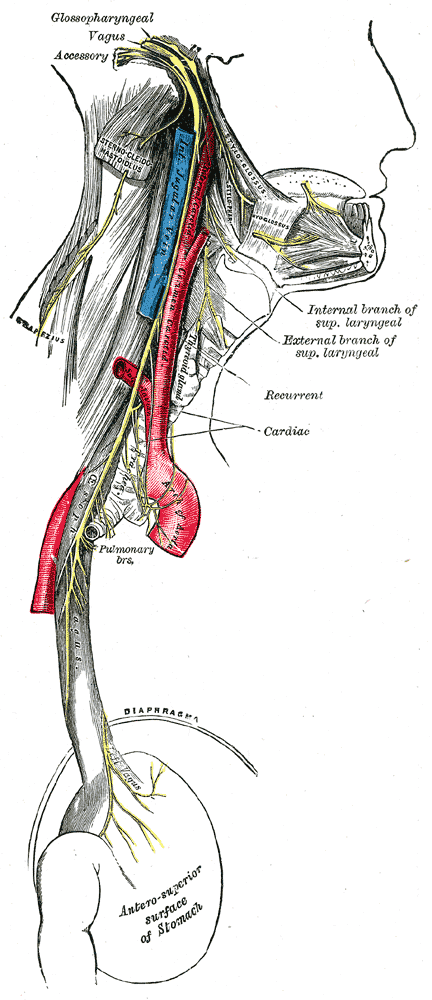
Bild som visar tung- och svalgnerven bland flera nerver, bland annat vagusnerven

Tung- och svalgnerven (latin: nervus glossopharyngeus) är den nionde kranialnerven (kranialnerv IX).
Tung- och svalgnerven innehåller både sensoriska nervfibrer (från solitärkärnan och trillingnervens spinala kärna) och motoriska nervfibrer (från tung- och svalgnervens parasympatiska kärna samt ambiguuskärnan).
Tung- och svalgnerven är viktig inom både det autonoma och somatiska nervsystemet. Det autonoma nervsystemet kan delas in i visceralafferens (inälvssensorik) och visceralefferens (inälvsmotorik, här parasympatiskt). Tung- och svalgnerven innerverar endast sensoriskt inom det somatiska nervsystemet (somatoafferens). Utöver detta innehåller tung- och svalgnerven även så kallade brankialefferenta nervtrådar vilka innerverar skelettmuskulatur som embryologiskt urspringer från gälbågarna i gälapparaten.
I tabellen nedan sammanfattas tung- och svalgnervens innervationer utifrån dess fyra typer av nervtrådar:
| Visceralafferens                                                            | Visceralefferens             | Brankialefferens   | Somatoafferens                                                                               |
| --------------------------------------------------------------------------- | ---------------------------- | ------------------ | -------------------------------------------------------------------------------------------- |
| Karotissinus, glomus caroticum, smaklökar i den bakre tredjedelen av tungan | Parotiskörteln, munslemhinna | M. stylopharyngeus | Mellansvalget, gommens tonsiller, den bakre tredjedelen av tungan, mellanörat, örontrumpeten |

En kliniskt viktig faktum är att då tung- och svalgnerven innerverar mellansvalget och gommens tonsiller sensoriskt är denna nerv viktig för svalgreflexen.